# تئو والکات
تئو جیمز والکات (انگلیسی: Theo James Walcott؛ زادهٔ ۱۶ مارس ۱۹۸۹) بازیکن فوتبال اهل انگلستان است و به عنوان یک مهاجم ایفای نقش می‌کند.
فوتبال وی در تیم‌های نیوبری و سوئیندون تاون آغاز شد و در سال ۲۰۰۰ با بستن قراردادی ۴ ساله با باشگاه ساوت‌همپتون مطرح شد. این ستاره با نمایش خیره‌کنندهٔ خود در این تیم، نظر آرسن ونگر سرمربی بزرگ تیم آرسنال را به خود جلب کرد اما وی باز هم با تیم ساوت‌همپتون قراردادی دوساله بست و تا سال ۲۰۰۶ در این تیم ماند و پس از آن با قبول پیشنهاد تیم آرسنال به این تیم رفت. آرسن ونگر معمولاً این بازیکن تکنیکی و جوان را برای ارائه بازی مستقیم از دقیقه ۷۰ به بعد در جهت تقویت قدرت هجومی تیم آرسنال به میدان می‌آورد.
این بازیکن در جام جهانی ۲۰۰۶ آلمان در تیم ملی انگلستان حاضر بود ولی به این بازیکن توسط اریکسون سرمربی وقت تیم ملی انگلیس بازی نرسید. وی چهار سال بعد به دلیل مصدومیت، جام جهانی ۲۰۱۰ آفریقای جنوبی را از دست داد. اما باز هم این مصدومیت بود که باعث شد تئو فقط تا مرحله مقدماتی جام جهانی ۲۰۱۴ برزیل برای انگلستان بازی کند و به برزیل نرسد.
والکات با ۱۷ سال و ۷۵ روز سن در می ۲۰۰۶ جوانترین بازیکن فوتبال انگلستان شد. در ماه دسامبر همان سال نیز جایزه بهترین شخصیت ورزشی جوان بی‌بی‌سی را دریافت کرد. در ۱۰ سپتامبر ۲۰۰۸ با هت‌تریک مقابل کرواسی به جوان‌ترین بازیکن تاریخ تبدیل شد که هت‌تریک کرده است.
والکات ۱۸ آگوست ۲۰۲۳ رسما از دنیای فوتبال خداحافظی کرد.

## اورتون
تئو والکات در ژانویه ۲۰۱۸ بعد از ۱۲ سال از آرسنال جدا شد و به اورتون پیوست. او بارها در دوران بازی خود در آرسنال به حمایت از لیورپول پرداخته بود و بازی برای قرمزهای لیورپول را جذاب می‌دانست اما در نهایت بعد از آرسنال به اورتون رقیب اصلی و سنتی لیورپول پیوست. تئو در آخرین بیان خود به هواداران آرسنال از آن‌ها به خاطر ۱۲ سال همراهی و هواداری تشکر کرد و هواداران آرسنال نیز به صورت یک‌دست او را حمایت کرده و برایش آرزوی بهترین‌ها را کردند.منبع خبر انتقال والکات به اورتون